# 緊急治療
緊急治療（Involuntary commitment；civil commitment；involuntary hospitalization；sectioning；being sectioned），在台灣稱為戒護就醫。在英格蘭及威爾斯稱sectioning或being sectioned 是指在當有心理疾患等情形時，為防止突發情形會將病患送至精神病院（inpatient）或社區（outpatient）。

## 註腳
1. ↑  . Royal College of Psychiatrists. August 2013  [2017-12-20]. （原始内容存档于2018-11-10）.